# Moussy (Val-d’Oise)
Moussy egy község Franciaországban. Lakosainak száma 111 fő (2022. január 1.).

## Földrajza
Moussy Chars, Le Bellay-en-Vexin, Le Perchay, Brignancourt, Santeuil és Commeny községekkel határos.